# Ghost Club
Der Ghost Club ist eine 1862 in London gegründete Organisation, deren Zweck die Geisterjagd und Erforschung paranormaler Phänomene wie Gespenster- und Spukerscheinungen ist.

## Geschichte

### Anfang
Die Anfänge des Clubs liegen in Cambridge im Jahr 1855, als Fellows des Trinity Colleges begannen, sich für Geister und Parapsychologie zu interessieren. Offiziell 1862 in London gegründet, zählten zu seinen frühesten Mitgliedern neben Charles Dickens Akademiker und Geistliche der University of Cambridge. Eine der ersten Untersuchungen des Clubs betraf 1862 das Wirken der Gebrüder Davenport, die in ihren Shows mit den Toten Kontakt aufzunehmen schienen. Das Ergebnis der Untersuchung wurde allerdings nie veröffentlicht.
Der Club erforschte vor Ort spiritistische Phänomene, denen zu dieser Zeit besonders großes Interesse entgegengebracht wurde. In den 1870er Jahren schien sich der Club mit dem Tod von Dickens aufzulösen.

### Neugründung 1882
Eine Neubelebung erfuhr der Club erst an Allerheiligen 1882 durch Alfred Alaric Watts, Sohn des Journalisten und Dichters Alaric Alexander Watts, und Reverend Stainton Moses, einem bekannten zeitgenössischen Medium. Allerdings nahmen sie für sich in Anspruch, die Originalgründer des Clubs zu sein, ohne seine Ursprünge im Jahr 1862 anzuerkennen. Zeitgleich gründete sich die Society for Psychical Research (SPR), der anfänglich auch viele Mitglieder des Clubs beitraten. Während die SPR sich wissenschaftlichen Studien widmete, blieb der Ghost Club eine verschworene, geheimnisvolle Gemeinschaft, deren Mitglieder von der Existenz spiritistischer Phänomene fest überzeugt waren. 1886 trat Stainton Moses als Vizepräsident der SPR zurück und widmete sich stattdessen dem Ghost Club, der sich seinerzeit monatlich traf.
Die Archive des Clubs belegen, dass die Namen der Mitglieder – sowohl der lebenden als auch der toten, an jedem 2. November feierlich rezitiert wurden. Auch die verstorbenen Mitglieder galten weiterhin als ordentliche Angehörige des Clubs, deren Anwesenheit bei mehreren Gelegenheiten spürbar gewesen sein soll. Auf den Treffen wurde über vielfältige Themen diskutiert, wie altägyptische Religion oder die Fähigkeit des Wahrsagens. An diesem Stand seiner Existenz konnte man den Ghost Club als okkulte oder spiritistische Vereinigung der Viktorianischen Ära betrachten, der besonders Allerseelen am 2. November festlich beging.
Der Leiter des Jesus College in Cambridge, Arthur Grey, nahm den Club 1919 zum Vorbild für The Everlasting Club, einer populären in Cambridge spielenden Geistergeschichte, die von vielen immer noch für wahr gehalten wird.

### 20. Jahrhundert
Die Teilnehmerzahl war bis dahin mit 82 Mitgliedern über den Zeitraum von 54 Jahren gering, zudem waren Frauen im Club nicht zugelassen, aber nun wurde die Organisation ein Sammelbecken einiger der originellsten und kontrovers denkenden Köpfe ihrer Zeit, wie der Chemiker und Physiker Sir William Crookes, der Physiker Sir Oliver Lodge, der Psychologe und ehemalige Mitarbeiter von Sigmund Freud Nandor Fodor und Sir Arthur Conan Doyle, der Erfinder von Sherlock Holmes. Besucher des Clubs waren unter anderem ab 1911 der Dichter William Butler Yeats und ab 1925 der Architekt, Archäologe und Parapsychologe Frederick Bligh Bond, der 1922 als Leiter der Ausgrabungen bei Glastonbury entlassen wurde, weil er sich bei seiner Arbeit an durch ein Medium gewonnenen Informationen orientierte. 1926 wanderte er nach Amerika aus und wurde in der American Society for Psychical Research aktiv, erneuerte jedoch nach seiner Rückkehr 1935 die Mitgliedschaft im Ghost Club.

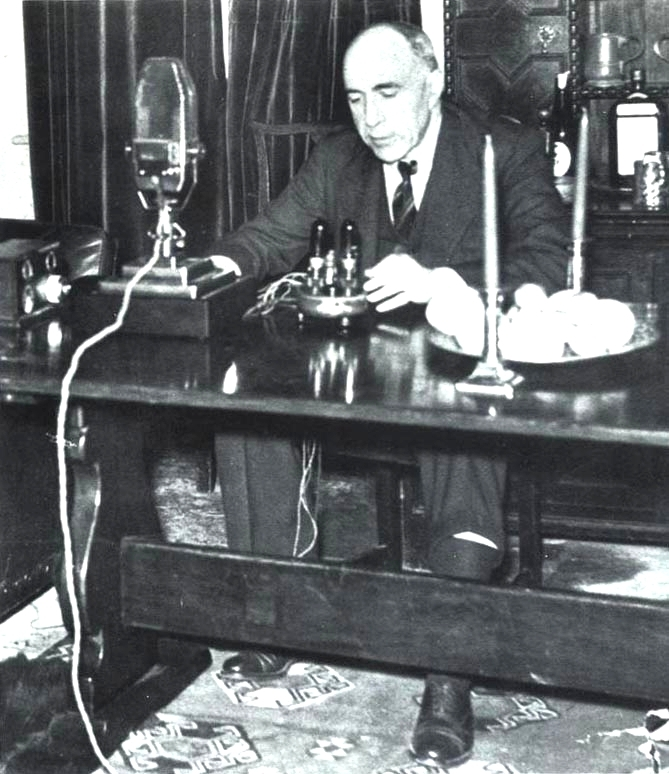
Harry Price während der Untersuchung eines Spukhauses in Meopham, Kent, 1936

Harry Price, britischer Parapsychologe und Autor, der sich unter anderem auch mit den Medien Stella Cranshaw, Eileen Garrett und den Schneider-Brüdern (Willi und Rudi) sowie dem Hexenexperiment einen Namen gemacht hatte, trat dem Club 1927 bei. Als er zum Präsidenten gewählt wurde, gestaltete er die Clubtreffen zu einem gesellschaftlichen Abendtreffen mit Fachgesprächen um. Außerdem beschloss er, Frauen zuzulassen und versuchte, das Image des Clubs zu verbessern, weg von einer spiritistischen Vereinigung hin zu einem Zusammenschluss von Skeptikern, die paranormale Erscheinungen kritisch diskutierten. Unter den Mitgliedern waren Cyril Edwin Mitchinson Joad, Sir Julian Huxley, Algernon Blackwood, Sir Osbert Sitwell und Frederick Montague, 1. Baron Amwell. Nach dem Tod von Harry Price im Jahr 1948 erlahmten die Aktivitäten des Clubs, doch andere Mitglieder bemühten sich um seinen Fortbestand, vor allem Philip Paul und der Parapsychologe und Autor Peter Underwood. Ab 1962 stand dieser dem Club als Präsident vor und beschrieb viele Aktivitäten des Clubs in seinen Büchern.
1993 erlebte der Club eine Periode interner Erschütterungen, als Peter Underwood als Präsident zu einer seiner Aussage nach ursprünglich 1851 gegründeten anderen Gesellschaft wechselte, die er The Ghost Club Society, nannte, und einige Clubmitglieder ihm folgten. Tom Perrott trat zurück, übernahm aber auf Aufforderung der verbliebenen Mitglieder das Amt des Vorsitzenden erneut. Nach dieser Zeit wurde beschlossen, die Abläufe innerhalb des Clubs zu demokratisieren. So wurde beispielsweise aus den Aufnahmebedingungen die Klausel gestrichen, die eine Aufnahme nur durch Einladung eines Mitglieds ermöglichte, die Ämter von Präsident und Vorsitzendem wurden zusammengefasst, alle Mitglieder durften künftig in den Ratssitzungen das Wort ergreifen und sie wurden ermutigt, sich in Vereinsangelegenheiten zu engagieren. Außerdem erweiterte der Club seinen Aufgabenbereich auf die Untersuchung von UFO-Sichtungen, Wünschelrutengängern, Kryptozoologie und ähnliche Themen.

### 21. Jahrhundert
1998 trat Tom Perrott als Vorsitzender zurück, engagierte sich aber weiterhin in Vereinsangelegenheiten. Zu seinem Nachfolger wurde Barrister Alan Murdie gewählt, der einige Bücher über Geister geschrieben hatte, wie etwa Haunted Brighton und regelmäßig für das Magazin Fortean Times schrieb. 2005 bis 2009 stand als erste Frau in der Geschichte des Clubs Kathy Gearing dem Club vor, gefolgt von Alan Murdie, der dieses Amt zuvor schon innegehabt hatte.
Die Clubtreffen finden monatlich im Londoner Victory Services Club in der Nähe des Marble Arch statt. Neben zahlreichen Untersuchungen in England werden zunehmend auch Orte in Schottland erforscht.

## Bekannte Mitglieder
Seit seiner Gründung im Jahr 1862 zählte der Club viele Berühmtheiten zu seinen Mitgliedern, so unter anderem Charles Dickens, Sir Arthur Conan Doyle, Sir William Crookes, Offizier der Royal Air Force Lord Dowding, Arthur Koestler, der englische Philosoph Cyril Edwin Mitchinson Joad, Donald Campbell, Sir Julian Huxley, Sir Osbert Sitwell, William Butler Yeats, Siegfried Sassoon, Dennis Wheatley, Peter Cushing, Peter Underwood und Maurice Grosse, der aufgrund seiner Untersuchungen über den Enfield Poltergeist bekannt war. Zu den heutigen Mitgliedern gehören Colonel John Blashford-Snell, Träger des Order of the British Empire, die Schriftstellerin Lynn Picknett, die Schriftsteller Colin Wilson und Geoff Holder und der Parapsychologe Ciarán O’Keeffe.

## Untersuchungen

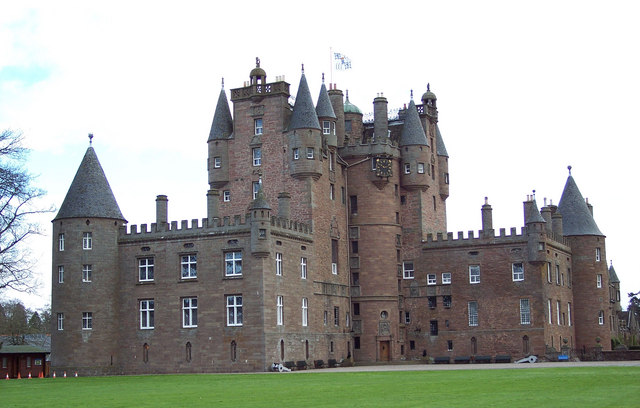
Glamis Castle, 2005

Zu den Orten angeblicher paranormaler Aktivität, die der Club seit seiner Gründung erforscht hat, gehören unter anderem das Pfarrhaus von Borley, Essex, das Herrenhaus Chingle Hall, Queen’s House, Royal Air Force Museum, Glamis Castle, Winchester Theatre, The Ancient Ram Inn in Wotton-under-Edge, Stroud, Woodchester Mansion, Balgonie Castle in Fife, Ham House, New Lanark, Coalhouse Fort, die Glasgow Royal Concert Hall, Alloa Tower, Scotland Street School Museum in Glasgow, Michelham Priory, das Londoner Clerkenwell House of Detention, und das Gefängnis von Jedburgh Castle.